# مقتل ميشيل جاردنر كوين
ميشيل جاردنر كوين (28 يناير 1985 -أكتوبر 2006) فتاة جامعية كانت تدرس في جامعة ڤيرمونت، اختطفت في السابع من أكتوبر 2006. وجدت جثتها لاحقا على الطريق في ريتشموند المجاورة يوم 13 أكتوبر.

## اختفاء وقتل
في الساعات الأولى من صباح يوم 7 أكتوبر، كانت جاردنر كوين تسير في بيرلينجتون، فيرمونت إلى سكنها الجامعي بعد قضاء ليلة مع الأصدقاء. اقترضت هاتفًا خلويًا من أحد المارة، براين روني، للاتصال بمعارفها. التقطت كاميرا مراقبة متجر المجوهرات جاردنر كوين تسير شرقاً مع روني في حوالي الساعة 2:34 صباحاً. بعد ستة أيام، تم العثور على جثتها من قبل المتنزهين قرب هنتنغتون جورج في ريتشموند، فيرمونت. وكشف تشريح الجثة أنها تعرضت لاعتداء جنسي وضرب وخنق.
أعلنت الشرطة في مؤتمر صحفي في 13 أكتوبر أنهم وجدوا جثة "جاردنر" واعتقلوا براين بسبب تهم منفصلة لا علاقة لها بالقضية. روني هو عامل بناء له سوابق كثيرة. كان يواجه تهمة الاعتداء الجنسي والسلوك المنحرف تجاه طفلة. كان آخر من رأى جاردنر على قيد الحياة، ووجدوا على يديه آثار جروح عندما اعتقلوه في وينوسسكي بعد عدة أيام. في 25 أكتوبر، أعلنت الشرطة أنها توجه إلى روني تهمة القتل العنيف لجاردنر كوين، لكنه أصر على البراءة.
في مؤتمر صحفي، أعلن محاميه بالخطأ معلومة سرية خاصة بدليل الحمض النووي، ونتج عن ذلك استمرار التحقيق بضراوة.
في 22 مايو 2008، تم إدانة روني بالقتل العنيف في روتلاند في فيرمونت على يد هيئة محلفين مكونة من اثني عشر شخصًا. في 17 أكتوبر 2008، تم الحكم على روني بالسجن المؤبد بدون أي إمكانية للإفراج المشروط. قال له القاضي «مايكل كوبرسميث»: «أنت أحقر شخصٍ في العالم». أبدى روني تعازيه لأسرة كوين لكنه أصر على براءته.